# Lloyd Mathews
Sir Lloyd William Mathews KCMG, CB (7 de março de 1850 em Funchal, Madeira – 11 de outubro de 1901 em Zanzibar) foi um oficial da Marinha Real Britânica, político e abolicionista britânico.
Em outubro de 1891 recebeu o cargo de Primeiro-ministro ao governo de Zanzibar, uma posição na qual ele era "irremovível pelo sultão". Durante este tempo, Mathews era um ávido abolicionista e promoveu esta causa aos sultões com quem trabalhou. Isto resultou na proibição do tráfico de escravos nos domínios de Zanzibar em 1890 e a abolição da escravidão em 1897.
Mathews morreu de malária em Zanzibar em 11 de outubro de 1901, e foi enterrado com todas as honras militares no cemitério britânico fora da Cidade de Pedra. Seu sucessor como primeiro-ministro foi A.S. Rogers.